# Като Кійомаса
Като́ Кійома́са (яп. 加藤清正, かとうきよまさ, МФА: [katoː kʲijomasa]; 25 червня 1562 — 2 серпня 1611) — японський державний і військовий діяч, самурайський полководець періоду Адзуті-Момояма. Названий син Тойотомі Хідейосі, володар Кумамото-хану в провінції Хіґо. Будівничий замків Кумамото та Наґоя. Учасник битви при Сідзуґатаке (1583) та японсько-корейської війни (1592—1598). Член буддистської секти Нітерен, переслідувач християн.

## Біографія

### Молоді роки
Народився в селі Нака повіту Еті провінції Оварі, в селянській родині. У дитинстві він поступив на самурайську службу до односельчанина Тойотомі Хідейосі, генерала Оди Нобунаґи. 1578 року Кійомаса взяв участь у Харімському поході. 1580 року, відзначившись на полі бою, він отримав невелике земельне володіння в повіті Дзінто провінції Харіма, доходом 120 коку. Наступного року Кійомаса штурмував замки Тотторі та Каммурі.
1582 року, після загибелі Оди Нобунаґи, Кійомаса взяв участь у битві при Ямадзакі у складі військ Тойотомі Хідейосі. Через рік він підтримував свого господаря у протистоянні із Сібатою Кацуїе. 1583 року Кійомаса отримав за подвиги титул одного з семи найкращих списників битви при Сідзуґатаке, а також володіння в провінціях Омі, Ямасіро та Каваті, доходом у 3000 коку. 1585 року, за клопотанням Тойотомі Хідейосі, Імператорський двір дарував йому 5-й молодший ранг та звання Голови рахункового відділу.
1587 року Кійомаса взяв участь у каральному поході на острів Кюсю. Після завоювання замку Удо він був призначений його каштеляном і займався адмініструванням провізії. Паралельно з цим Кійомаса виконував обов'язки намісника Тойотомі Хідейосі в купецькому місті Сакай. Тоді, під впливом своєї матері, він став ревним поборником буддистської секти Нітірен.
1588 року Кійомаса отримав від Хідейосі колишні володіння Сасси Нарімаси. Він став володарем північної частини провінції Хіґо з центром у замку Кумамото, доходом 195 тисяч коку. Південна частина провінції була доручена християнському володарю Конісі Юкіназі, з яким полководець перебував у постійній конфронтації.

### Корейська війна

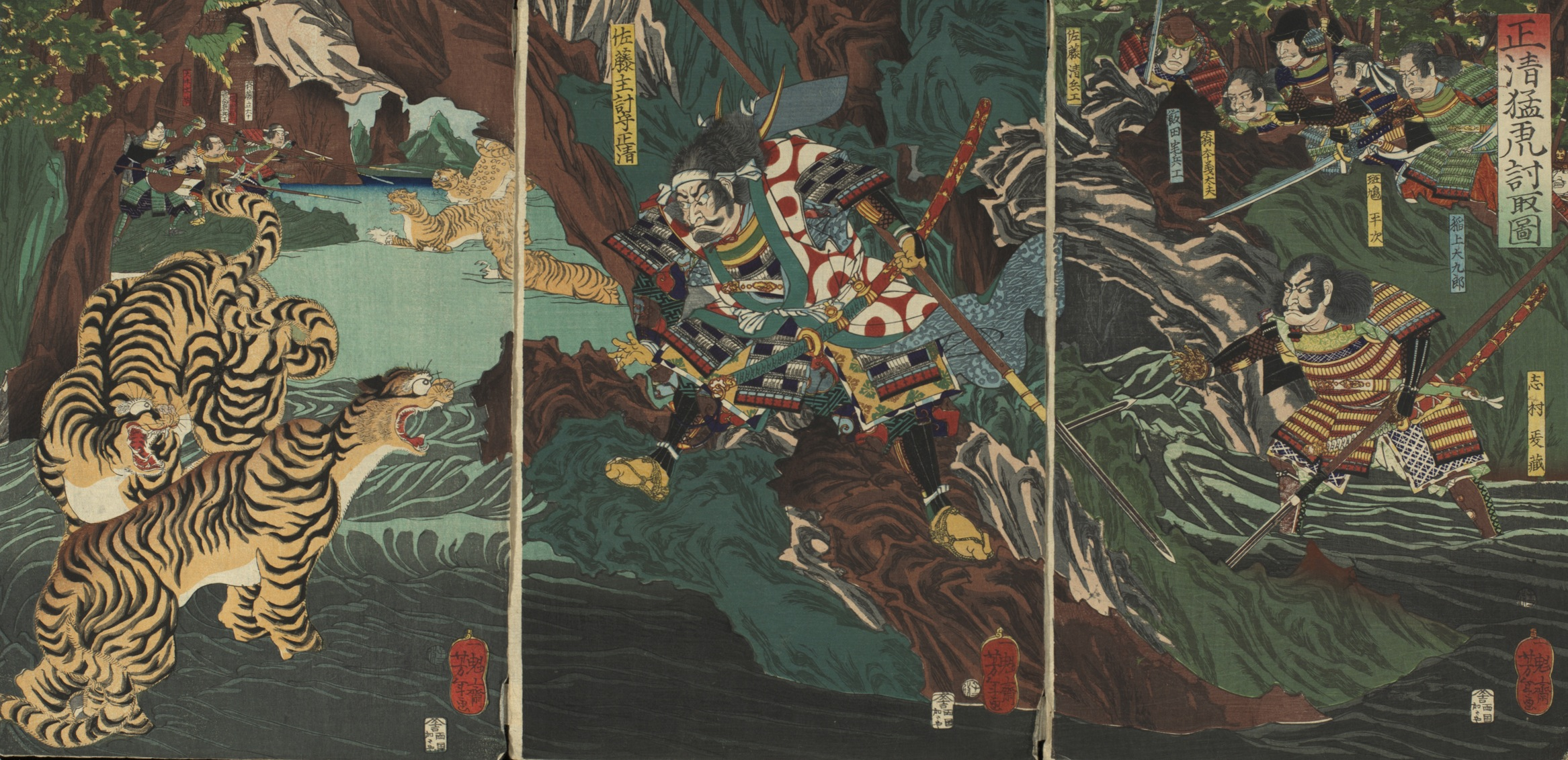
Като Кійомаса полює на тигрів в Кореї.

1592 року Кійомаса взяв участь у вторгненні в Корею, очоливши 2-у японську експедиційну армію. Він постійно намагався відзначитися на війні й заздрив опоненту-християнину Юкінаґа, який зміг здобути корейські столиці Сеул та Пхеньян. Під час походу Кійомаса полонив двох корейських принців — Імхе та Сунхве, подолав корейський кордон і вторгся у Маньчжурію, на територію проживання тунгуського племені уріанхай. За переказами, у вільний час полководець самостійно полював на тигрів, маючи зі зброї лише спис.
Під час японсько-корейської війни Кійомаса наполягав на земельному розподілі Кореї між японськими офіцерами. Незважаючи на втрату японцями наступальної ініціативи, поразки та незабезпеченість комунікацій, він наполягав на продовженні кампанії та наступі на Китай часів династії мін. Через таку позицію Кійомаса вступив у відкритий конфлікт із Конісі Юкінаґою та Ісідою Міцунарі, які намагалися укласти з корейсько-китайською коаліцією мир і врятувати японське військо від цілковитого знищення. 1596 року на полководця було складено донос. Його повернули з фронту і посадили під домашній арешт у замку Фусімі, резиденції Тойотомі Хідейосі.
Під час арешту в Кіото стався великий землетрус. Хвилюючись за життя свого господаря Хідейосі, Кійомаса вислизнув з-під арешту й прибув до його ставки. Розчулений такою відданістю, господар простив підлеглого й 1597 року знову призначив його одним із командирів експедиційного корпусу в Кореї.
Під час другої корейської кампанії Кійомаса керував обороною Ульсану. Його десятитисячне військо протягом місяця відбивало штурми 60 тисячної корейсько-китайської армії. За бойову звитягу, противники називали Кійомасу «чортом».

### Старість
Наприкінці 1598 року, по закінченню корейської війни, Кійомаса повернувся в Японію. Під час політичної боротьби за верховенство в роді Тойотомі між Ісідою Міцунарі та Токуґавою Ієясу, він підтримав останнього. 1600 року полководець керував військами союзників Токуґави на острові Кюсю.
Після битви при Секіґахара, Кійомасі була дарована уся провінція Хіґо, доходом 540 тисяч коку, за винятком островів Амакуса та Кума. Він став засновником і першим володарем автономного уділу Кумамото-хан. Зусиллями полководця було перебудовано Кумамотський замок, закладено основи міста Кумамото та впорядковано рух річок в рівнині Хіґо. Одночасно з цим, він сприяв процвітанню буддистської секти Нітірен та був одним із перших японських володарів, хто організував жорстокі переслідування християн у свої володіннях. У битві при Хондо Като віддав наказ своїм солдатам, щоб ті розрізали животи вагітних жінок-християнок й відрубати голови їх ненародженим дітям.
1603 року Імператорський двір дарував Кійомасі 4-й молодший ранг та титул Хіґо-но-камі. Згодом, за наказом сьоґуна Токуґави, він керував будівництвом Наґойського замку.
Наприкінці життя Кійомаса намагався примирити сьоґуна Токуґаву Ієясу із Тойотомі Хідейорі, сином його покійного господаря Тойотомі Хідейосі. 1611 року обидва зустрілися за посередництва полководця в столичному замку Нідзьо. Проте зусилля Кійомаси були перервані його передчасною смертю 2 серпня 1611 року від крововиливу в мозок. За переказами, його отруїли агенти Токуґави під час зустрічі в Нідзьо, оскільки полководець заважав сьоґунату знищити рід Тойотомі.
Кійомаса похований в монастирі Хонмьодзі, в місті Кумамото. У тому ж місті існує святилище Като, в якому покійного покловодця вшановують як синтоїстське божество.